# Francisco de López de Dicastillo
Francisco de López de Dicastillo y Ascona (Durango, Señorío de Vizcaya, 1652 – Puebla, Virreinato de Nueva España, 1706). Fue un oidor en varios lugares como en Santo Domingo, Lima y Santafé de Bogotá. Además sería fiscal de Lima y lograría llegar a la presidencia de la Real Audiencia de Quito. 

## Biografía
Francisco fue hijo de Marcelo López de Dicastillo y de Jacinta López de Dicastillo. Su apellido toponímico haría referencia al poblado de Dicastillo, entonces parte del Reino de Navarra controlado por el Imperio español. Esto se extendía a generaciones pasadas puesto que sus abuelos fueron Bernabé López de Dicastillo, también conocido como Bernabé de Dicastillo. Además por el otro lado familiar su antepasados serías Juana Roldán de Miranda de Arga y Juan López de Dicastillo y Catalina López de Dicastillo, igualmente procedentes del mismo poblado de Dicastillo. Su hermano Mateo ostentaría título nobiliario del condado de la Vega del Pozo, que el siglo siguiente se uniría por matrimonio al Ducado de Sevillano, además sería colegial del Colegio Mayor de San Ildefonso en la Universidad de Alcalá y llegó a la Cámara de Castilla. Por otro lado sus hermanos, Agustín y Gabriel, serían caballeros de la orden de Calatrava desde 1692. Personalmente, Francisco sería caballero de la Orden de Calatrava desde el mismo año. Además se uniría en matrimonio con Luisa Enríquez del Vayo natal de Obayo. Por otra parte, su hija María se casó con Martín José Albizú y López de Dicastillo, su primo hermano.
Sus estudios los hizo en la Universidad de Alcalá logrando obtener el título de bachiller en Cánones. Posteriormente entraría en el colegio de Santa Catalina de Los Verdes. Su carrera como funcionario público iniciaría el 13 de julio de 1681, cuando fue nombrado oidor de la Real Audiencia de Santo Domingo sustituyendo a Francisco de Cárdenas. Después pasaría a la Real Audiencia de Santa Fe el 27 de marzo de 1685, donde serviría desde mediados de 1685 hasta principios de 1690. Sería trasladado a Lima con el cargo de fiscal el 17 de septiembre de 1689 y lograría ser oidor de la Corte 19 de febrero de 1691. 
Después de su paso por Santafé (actual Bogotá) y Lima llegaría ascendido a la presidencia de la Real Audiencia de Quito el 9 de agosto de 1701, dando inicio al siglo XVIII con su presidencia después de Mateo de la Mata Ponce de León. Asumiría físicamente el cargo en agosto de 1703. Sobre su mandato el historiador Pimentel lo resumiría de la siguiente manera:

En dos cosas puso grande empeño el Presidente Dicastillo: en proteger a los indígenas y en favorecer a sus paisanos, los vizcaínos, de los canales había entonces muchos en Quito: prohibió ocupar a los indios en trabajos forzados, bajo ninguna pretexto: no consintió que se diera peones para obra alguna privada, ni mucho menos para obrajes: todo debía contratarse libremente con los indios, quienes podrían trabajar donde eligieran, y por el tiempo que ellos crean conveniente, Respecto de castigos, fueron vedados todos absolutamente.
Diccionario biográfico del Ecuador.

En dicho cargo se quedaría por tres años hasta que fue nombrado ministro togado del Consejo de Indias el 5 de junio de 1706, sin embargo moriría en Puebla y no llegaría a ejercer.